# Tom Myers
Tom Myers (geb. vor 1990) ist ein Tontechniker und Tongestalter.

## Leben
Myers ist ein für Skywalker Sound tätiger Tontechniker und Tongestalter, der an zahlreichen Hollywood-Blockbustern beteiligt war, insbesondere an computeranimierten Filmen von Pixar. Er begann seine Karriere Anfang der 1990er Jahre mit dem Abmischen von Geräuschen, unter anderem für Der Pate III. Ab Ende der 1990er Jahre war er als Tontechniker und Tongestalter tätig. 2004 war er am Remastering von George Lucas’ Das Imperium schlägt zurück und THX 1138 beteiligt. 2009 war er für WALL·E – Der Letzte räumt die Erde auf erstmals für den Oscar in der Kategorie Bester Ton nominiert. Für den Film erhielt er auch eine Nominierung für den BAFTA Film Award in der Kategorie Bester Ton. Im darauf folgenden Jahr folgten weitere Oscar- und BAFTA-Film-Award-Nominierungen für Oben. Seine dritte und bislang letzte Nominierung für den Oscar erfolgte 2001 für Toy Story 3.

## Filmografie (Auswahl)
- 1990: Der Pate III (The Godfather Part III)
- 1991: Terminator 2 – Tag der Abrechnung (Terminator 2: Judgment Day)
- 1995: Toy Story
- 1996: Mission: Impossible
- 1998: Armageddon – Das jüngste Gericht (Armageddon)
- 1999: Toy Story 2
- 2000: Pitch Black – Planet der Finsternis (Pitch Black)
- 2001: Die Monster AG (Monsters, Inc.)
- 2002: Star Wars: Episode II – Angriff der Klonkrieger (Star Wars: Episode II – Attack of the Clones)
- 2005: Star Wars: Episode III – Die Rache der Sith (Star Wars: Episode III – Revenge of the Sith)
- 2006: Cars
- 2007: Die Simpsons – Der Film (The Simpsons Movie)
- 2008: WALL·E – Der Letzte räumt die Erde auf (WALL·E)
- 2009: Oben (Up)
- 2012: Hotel Transsilvanien (Hotel Transylvania)
- 2013: Die Monster Uni (Monsters University)
- 2016: Angry Birds – Der Film (The Angry Birds Movie)

## Auszeichnungen
- 2009: Oscar-Nominierung in der Kategorie Bester Ton für WALL·E – Der Letzte räumt die Erde auf
- 2009: BAFTA-Film-Award-Nominierung in der Kategorie Bester Ton für WALL·E – Der Letzte räumt die Erde auf
- 2010: Oscar-Nominierung in der Kategorie Bester Tonschnitt für Oben
- 2010: BAFTA-Film-Award-Nominierung in der Kategorie Bester Ton für Oben
- 2011: Oscar-Nominierung in der Kategorie Bester Tonschnitt für Toy Story 3